# Trevor Siemian
Trevor John Siemian (geboren am 26. Dezember 1991 in Danbury, Connecticut) ist ein US-amerikanischer American-Football-Spieler auf der Position des Quarterbacks, der für die Tennessee Titans in der National Football League (NFL) spielt. Zuletzt stand er 2023 bei den New York Jets unter Vertrag.
Er spielte College Football für die Northwestern University, bevor er im NFL Draft 2015 von den Denver Broncos in der siebten Runde ausgewählt wurde. Mit den Broncos gewann er als Backup den Super Bowl 50 der National Football League (NFL). Anschließend war er je für eine Saison bei den Minnesota Vikings und New York Jets, wenige Wochen bei den Tennessee Titans, zwei Saisons bei den New Orleans Saints und ebenfalls eine Saison bei den Chicago Bears in der NFL.

## Frühe Jahre
Siemian besuchte die Olympia High School in Orlando, Florida, wo er in drei Jahren als Quarterback im Schulteam Rekorde für meiste geworfene Yards (6.144) und Touchdowns (53) aufstellte. Außerdem war er ein ausgezeichneter Baseball-Spieler, was ihm in seinem letzten Schuljahr den Titel „Mr. Olympia“ einbrachte.
Siemian entschied sich unter mehreren Sportstipendien für das der Northwestern University und spielte fortan für die Wildcats. 2011 kam er zu seinen ersten Einsätzen als Ersatz-Quarterback und warf in acht Spielen für 256 Yards und drei Touchdowns. 2012 erhielt er mehr Einsatzzeiten und hatte gegen die Indiana University seine erste Partie als Starting Quarterback, als er beim 44:29-Erfolg für 308 Yards warf. 2014 wurde er endgültig Stammspieler, als er in elf Spielen von Beginn an auflief, bevor er sich das Kreuzband riss und die Saison vorzeitig beenden musste. Obwohl er in seiner College-Karriere nur in 14 Spielen durchspielte, gelangen ihm insgesamt 5.931 Yards im Passspiel und 27 Touchdowns.

## NFL
Vor dem NFL Draft 2015 rangierte Siemian auf der Liste der besten verfügbaren Quarterbacks laut NFLDraftScout.com auf Rang 22. Weil er nicht daran glaubte, ausgewählt zu werden, bewarb er sich selbst für einen Job als Immobilienmakler in Chicago. Allerdings wählten ihn die Denver Broncos als 250. Spieler und als siebten Quarterback in der siebten Runde aus. Als dritter Quarterback nach Peyton Manning und Brock Osweiler war er Teil des Broncos-Teams, welches 2015 Super Bowl 50 gegen die Carolina Panthers gewann.
Vor der Saison 2016 beendete Manning seine Karriere und Osweiler unterschrieb bei den Houston Texans, so dass Siemian, der neu verpflichtete Mark Sanchez und der neu gedraftete Paxton Lynch um den Posten des Starting-Quarterbacks kämpften. Am 29. August ernannte Head Coach Gary Kubiak schließlich Siemian zum Starter. Nachdem Siemian am ersten Spieltag gegen die Carolina Panthers zum Einsatz kam, ist er somit der erste Quarterback der NFL-Geschichte, der für den amtierenden Super-Bowl-Gewinner am ersten Spieltag auflief, ohne vorher einen einzigen Pass in der NFL geworfen zu haben. Das Rematch des Super Bowls gewannen die Broncos nach 178 Yards, 2 Interceptions und einem Touchdownpass von Siemian mit 21:20.
Am 14. März 2018 wechselte Trevor Siemian gemeinsam mit einem Siebtrundenpick im NFL Draft 2018 im Tausch für einen Fünftrundenpick 2019 zu den Minnesota Vikings. In Minnesota nahm er die Rolle des Ersatzmanns für den ebenfalls neu unter Vertrag genommenen Quarterback Kirk Cousins ein.
Am 20. März 2019 unterzeichnete Trevor Siemian einen Einjahresvertrag bei den New York Jets. Dieser brachte ihm 2 Millionen US-Dollar ein. Bei den New York Jets war er der Ersatzquarterback für den 2018 in Runde eins gedrafteten Sam Darnold. Nach dem ersten Spieltag der Saison wurde bei Darnold Pfeiffer'sches Drüsenfieber diagnostiziert, weshalb Siemian in Woche 2 gegen die Cleveland Browns zum Starter erklärt wurde. In dem Spiel verletzte sich Siemian am Knöchel und wurde durch Quarterback Nummer drei der Jets, Luke Falk, ersetzt.
Im August 2020 unterschrieb Siemian einen Einjahresvertrag bei den Tennessee Titans. Am 5. September 2020 wurde er jedoch, nach nur 2 Wochen, aufgrund der Roster-Verkleinerung entlassen.
Am 20. November 2020 wurde Siemian von den New Orleans Saints verpflichtet, nachdem Starting Quarterback Drew Brees auf die Injured Reserve List gesetzt werden musste. Im Januar 2021 unterschrieb er wieder einen Einjahresvertrag mit den Saints. Vor der Saison 2021 wurde er im Rahmen der finalen Kaderverkleinerung auf 53 Spieler von den Saints entlassen. Eine Woche später wurde er wieder unter Vertrag genommen. Zuvor hatten die Saints drei Spieler auf die Injured Reserve List gesetzt. Er gab sein Debüt in Woche 8 beim Spiel gegen die Tampa Bay Buccaneers, nachdem sich Jameis Winston am Knie verletzte. Er konnte in dem Spiel 16 von 29 Pässen für 159 und einen Touchdown anbringen und so die Saints zu einem 36:27-Sieg führen.
Im März 2022 nahmen die Chicago Bears Siemian als Backup für Justin Fields unter Vertrag. Am 16. März 2023 wurde er von den Bears entlassen.
Im Mai 2023 unterschrieb er einen Einjahresvertrag als Backup für Joe Burrow bei den Cincinnati Bengals. Dort wurde er allerdings vor Saisonbeginn entlassen. Am 26. September 2023 nahmen die New York Jets Siemian für ihren Practice Squad unter Vertrag. Ende November wurde er in den aktiven Kader befördert und wurde dort am 13. Spieltag gegen die Atlanta Falcons für Tim Boyle – der nach dem verletzungsbedingten Ausfall von Aaron Rodgers sich mit Zach Wilson als Starter der Jets abwechselte – erstmals eingewechselt. Anschließend war Siemian zunächst Backup von Wilson, den er am 15. Spieltag nach einer Gehirnerschütterung ersetzte. Siemian bestritt anschließend die letzten drei Spiele der Saison als Starter. Dabei gelang ihm am 16. Spieltag gegen die Washington Commanders sein erster Sieg als Starting-Quarterback seit 2017. Insgesamt verzeichnete Siemian in fünf Partien, davon drei als Starter, 724 Yards Raumgewinn im Passspiel bei 56,2 % erfolgreichen Pässen und zwei Touchdowns sowie eine Interception.
Da Quarterback Will Levis an den Folgen einer Schulterverletzung laborierte, verpflichteten die Tennessee Titans den erfahrenen Siemian am 9. Oktober 2024 als dritte Quarterbackoption für ihren Practice Squad.